# Monte Isarog
Il Monte Isarog (1.966 m s.l.m.) è uno stratovulcano quiescente situato nelle Filippine, nella regione di Bicol, all'interno della Provincia di Camarines Sur, che si eleva a 1 966 metri ed è parte della catena vulcanica di Bicol.
L'ultima eruzione nota risale all'anno 1641.
Il vulcano, anche chiamato dalle comunità locali il vulcan de agua per via della grande quantità di corsi d'acqua che ne irrorano le pendici e che forma 30 cascate, ospita numerose sorgenti sulfuree e fumarole con temperature di 80 °C e sorgenti d'acqua calda con temperature dai 30 °C ai 55 °C che attraggono quantità di escursionisti e di amanti della montagna.

## Il parco naturale del Monte Isarog
Nel giugno del 2002 il parco naturale del Monte Isarog è stato dichiarato area naturale protetta con proclamazione del Presidente delle Filippine Gloria Arroyo No. 214, s. 2002: l'area protetta è stata posta sotto la responsabilità del Department of Environment and Natural Resources (DENR) e occupa una superficie di 10 112 ettari.